# Voleibol de praia nos Jogos Pan-Americanos de 2011 - Feminino
O torneio feminino de voleibol de praia nos Jogos Pan-Americanos de 2011 ocorreu entre 16 e 21 de outubro no Estádio Pan-Americano de Voleibol de Praia. Dezesseis duplas participaram do evento.

## Medalhistas
| Ouro   | BRA Juliana Silva e Larissa França      |
| Prata  | MEX Mayra García e Bibiana Candelas     |
| Bronze | PUR Yarleen Santiago e Yamileska Yantín |

## Formato
As dezesseis duplas equipes foram divididas em quatro grupos. Cada dupla jogou contra as outras do mesmo grupo, totalizando três jogos. As duas primeiras colocadas de cada grupo classificaram-se para as quartas-de-final, disputadas em jogos eliminatórios, com as duplas vencedoras indo às semifinais. Das semifinais, as vencedoras disputaram a final e as perdedoras lutaram pela medalha de bronze.

## Primeira fase
|  | Equipes classificadas à fase final |

Todas as partidas seguem o fuso horário local (UTC-6).

### Grupo E
| Equipe                                  | Pts | J | V | D | PP  | PC  | PA    | SP | SC | SA    |
| --------------------------------------- | --- | - | - | - | --- | --- | ----- | -- | -- | ----- |
| MEX Mayra García/Bibiana Candelas       | 6   | 3 | 3 | 0 | 126 | 59  | 2,136 | 6  | 0  | MAX   |
| URU Lucía Guigou/Fabiana Gómez          | 5   | 3 | 2 | 1 | 119 | 117 | 1,017 | 4  | 3  | 1,333 |
| CRC Ingrid Morales/Natalia Alfaro       | 4   | 3 | 1 | 2 | 107 | 123 | 0,870 | 3  | 4  | 0,750 |
| NCA Amalia Hernández/Lollette Rodríguez | 3   | 3 | 0 | 3 | 73  | 126 | 0,579 | 0  | 6  | 0,000 |

| 16 de outubro 10:00 Relatório | Guigou/Gómez | 2 – 1             | Morales/Alfaro | Estádio Pan-Americano de Voleibol de Praia, Guadalajara Público: 620 Árbitro(s): USA Lowry e PUR Franceschini |
| 16 de outubro 10:00 Relatório | 16 21 15     | Set 1 Set 2 Set 3 | 21 14 13       | Estádio Pan-Americano de Voleibol de Praia, Guadalajara Público: 620 Árbitro(s): USA Lowry e PUR Franceschini |

| 16 de outubro 16:00 Relatório | García/Candelas | 2 – 0       | Hernández/Rodríguez | Estádio Pan-Americano de Voleibol de Praia, Guadalajara Público: 900 Árbitro(s): URU Santacruz e BRA Vieira |
| 16 de outubro 16:00 Relatório | 21              | Set 1 Set 2 | 5 12                | Estádio Pan-Americano de Voleibol de Praia, Guadalajara Público: 900 Árbitro(s): URU Santacruz e BRA Vieira |

| 17 de outubro 15:00 Relatório | Guigou/Gómez | 2 – 0       | Hernández/Rodríguez | Estádio Pan-Americano de Voleibol de Praia, Guadalajara Público: 154 Árbitro(s): GUA Cifuentes e PUR Franceschini |
| 17 de outubro 15:00 Relatório | 21           | Set 1 Set 2 | 12 15               | Estádio Pan-Americano de Voleibol de Praia, Guadalajara Público: 154 Árbitro(s): GUA Cifuentes e PUR Franceschini |

| 17 de outubro 16:00 Relatório | García/Candelas | 2 – 0       | Morales/Alfaro | Estádio Pan-Americano de Voleibol de Praia, Guadalajara Público: 956 Árbitro(s): VEN Lugo e CAN Guillemette |
| 17 de outubro 16:00 Relatório | 21              | Set 1 Set 2 | 8 9            | Estádio Pan-Americano de Voleibol de Praia, Guadalajara Público: 956 Árbitro(s): VEN Lugo e CAN Guillemette |

| 18 de outubro 11:00 Relatório | Morales/Alfaro | 2 – 0       | Hernández/Rodríguez | Estádio Pan-Americano de Voleibol de Praia, Guadalajara Público: 226 Árbitro(s): VEN Lugo e COL Saavedra |
| 18 de outubro 11:00 Relatório | 21             | Set 1 Set 2 | 14 15               | Estádio Pan-Americano de Voleibol de Praia, Guadalajara Público: 226 Árbitro(s): VEN Lugo e COL Saavedra |

| 18 de outubro 16:00 Relatório | García/Candelas | 2 – 0       | Guigou/Gómez | Estádio Pan-Americano de Voleibol de Praia, Guadalajara Público: 752 Árbitro(s): CAN Guillemette e CHI Durán |
| 18 de outubro 16:00 Relatório | 21              | Set 1 Set 2 | 15 10        | Estádio Pan-Americano de Voleibol de Praia, Guadalajara Público: 752 Árbitro(s): CAN Guillemette e CHI Durán |

### Grupo F
| Equipe                           | Pts | J | V | D | PP  | PC  | PA    | SP | SC | SA    |
| -------------------------------- | --- | - | - | - | --- | --- | ----- | -- | -- | ----- |
| BRA Juliana Silva/Larissa França | 6   | 3 | 3 | 0 | 126 | 73  | 1,726 | 6  | 0  | MAX   |
| CUB Niriam Sinal/Onayamis Sinal  | 5   | 3 | 2 | 1 | 125 | 117 | 1,068 | 4  | 3  | 1,333 |
| ECU Ariana Vilela/Ketty Chila    | 4   | 3 | 1 | 2 | 129 | 139 | 0,928 | 3  | 5  | 0,600 |
| TRI Ayana Dyette/Elki Phillip    | 3   | 3 | 0 | 3 | 90  | 141 | 0,638 | 1  | 6  | 0,167 |

| 16 de outubro 11:10 Relatório | Sinal/Sinal | 2 – 1             | Vilela/Chila | Estádio Pan-Americano de Voleibol de Praia, Guadalajara Público: 620 Árbitro(s): DOM Collado e GUA Cifuentes |
| 16 de outubro 11:10 Relatório | 18 21 15    | Set 1 Set 2 Set 3 | 21 15 13     | Estádio Pan-Americano de Voleibol de Praia, Guadalajara Público: 620 Árbitro(s): DOM Collado e GUA Cifuentes |

| 16 de outubro 13:00 Relatório | Silva/França | 2 – 0       | Dyette/Phillip | Estádio Pan-Americano de Voleibol de Praia, Guadalajara Público: 715 Árbitro(s): MEX Hernández e CHI Durán |
| 16 de outubro 13:00 Relatório | 21           | Set 1 Set 2 | 5 16           | Estádio Pan-Americano de Voleibol de Praia, Guadalajara Público: 715 Árbitro(s): MEX Hernández e CHI Durán |

| 17 de outubro 11:00 Relatório | Sinal/Sinal | 2 – 0       | Dyette/Phillip | Estádio Pan-Americano de Voleibol de Praia, Guadalajara Público: 125 Árbitro(s): CHI Durán e URU Santacruz |
| 17 de outubro 11:00 Relatório | 21          | Set 1 Set 2 | 12 14          | Estádio Pan-Americano de Voleibol de Praia, Guadalajara Público: 125 Árbitro(s): CHI Durán e URU Santacruz |

| 17 de outubro 14:00 Relatório | Silva/França | 2 – 0       | Vilela/Chila | Estádio Pan-Americano de Voleibol de Praia, Guadalajara Árbitro(s): NCA Silva e MEX Hernández |
| 17 de outubro 14:00 Relatório | 21           | Set 1 Set 2 | 12 11        | Estádio Pan-Americano de Voleibol de Praia, Guadalajara Árbitro(s): NCA Silva e MEX Hernández |

| 18 de outubro 14:00 Relatório | Silva/França | 2 – 0       | Sinal/Sinal | Estádio Pan-Americano de Voleibol de Praia, Guadalajara Público: 793 Árbitro(s): USA Lowry e MEX Hernández |
| 18 de outubro 14:00 Relatório | 21           | Set 1 Set 2 | 16 13       | Estádio Pan-Americano de Voleibol de Praia, Guadalajara Público: 793 Árbitro(s): USA Lowry e MEX Hernández |

| 18 de outubro 17:15 Relatório | Vilela/Chila | 2 – 1             | Dyette/Phillip | Estádio Pan-Americano de Voleibol de Praia, Guadalajara Público: 239 Árbitro(s): GUA Cifuentes e BRA Vieira |
| 18 de outubro 17:15 Relatório | 21 15        | Set 1 Set 2 Set 3 | 14 23 6        | Estádio Pan-Americano de Voleibol de Praia, Guadalajara Público: 239 Árbitro(s): GUA Cifuentes e BRA Vieira |

### Grupo G
| Equipe                                | Pts | J | V | D | PP  | PC  | PA    | SP | SC | SA    |
| ------------------------------------- | --- | - | - | - | --- | --- | ----- | -- | -- | ----- |
| PUR Yarleen Santiago/Yamileska Yantín | 6   | 3 | 3 | 0 | 138 | 98  | 1,408 | 6  | 1  | 6,000 |
| CAN Heather Bansley/Elizabeth Maloney | 5   | 3 | 2 | 1 | 134 | 107 | 1,252 | 4  | 3  | 1,333 |
| ARG Ana María Gallay/María Zonta      | 4   | 3 | 1 | 2 | 139 | 128 | 1,086 | 4  | 4  | 1,000 |
| ESA Diana Romero/Marcela Ávalos       | 3   | 3 | 0 | 3 | 48  | 126 | 0,381 | 0  | 6  | 0,000 |

| 16 de outubro 14:00 Relatório | Santiago/Yantín | 2 – 0       | Romero/Ávalos | Estádio Pan-Americano de Voleibol de Praia, Guadalajara Público: 700 Árbitro(s): ARG Sumavil e MEX Batani |
| 16 de outubro 14:00 Relatório | 21              | Set 1 Set 2 | 4 7           | Estádio Pan-Americano de Voleibol de Praia, Guadalajara Público: 700 Árbitro(s): ARG Sumavil e MEX Batani |

| 16 de outubro 15:00 Relatório | Gallay/Zonta | 1 – 2             | Bansley/Maloney | Estádio Pan-Americano de Voleibol de Praia, Guadalajara Público: 900 Árbitro(s): NCA Silva e CRC Mora |
| 16 de outubro 15:00 Relatório | 21 20 6      | Set 1 Set 2 Set 3 | 18 22 15        | Estádio Pan-Americano de Voleibol de Praia, Guadalajara Público: 900 Árbitro(s): NCA Silva e CRC Mora |

| 17 de outubro 09:00 Relatório | Santiago/Yantín | 2 – 0       | Bansley/Maloney | Estádio Pan-Americano de Voleibol de Praia, Guadalajara Público: 350 Árbitro(s): ARG Sumavil e GUA Cifuentes |
| 17 de outubro 09:00 Relatório | 21              | Set 1 Set 2 | 19 18           | Estádio Pan-Americano de Voleibol de Praia, Guadalajara Público: 350 Árbitro(s): ARG Sumavil e GUA Cifuentes |

| 17 de outubro 10:00 Relatório | Gallay/Zonta | 2 – 0       | Romero/Ávalos | Estádio Pan-Americano de Voleibol de Praia, Guadalajara Público: 420 Árbitro(s): MEX Hernández e USA Lowry |
| 17 de outubro 10:00 Relatório | 21           | Set 1 Set 2 | 14 5          | Estádio Pan-Americano de Voleibol de Praia, Guadalajara Público: 420 Árbitro(s): MEX Hernández e USA Lowry |

| 18 de outubro 10:00 Relatório | Santiago/Yantín | 2 – 1             | Gallay/Zonta | Estádio Pan-Americano de Voleibol de Praia, Guadalajara Público: 123 Árbitro(s): CAN Guillemette e GUA Cifuentes |
| 18 de outubro 10:00 Relatório | 21 18 15        | Set 1 Set 2 Set 3 | 18 21 11     | Estádio Pan-Americano de Voleibol de Praia, Guadalajara Público: 123 Árbitro(s): CAN Guillemette e GUA Cifuentes |

| 18 de outubro 13:00 Relatório | Bansley/Maloney | 2 – 0       | Romero/Ávalos | Estádio Pan-Americano de Voleibol de Praia, Guadalajara Público: 128 Árbitro(s): URU Santacruz e CRC Mora |
| 18 de outubro 13:00 Relatório | 21              | Set 1 Set 2 | 10 8          | Estádio Pan-Americano de Voleibol de Praia, Guadalajara Público: 128 Árbitro(s): URU Santacruz e CRC Mora |

### Grupo H
| Equipe                               | Pts | J | V | D | PP  | PC  | PA    | SP | SC | SA    |
| ------------------------------------ | --- | - | - | - | --- | --- | ----- | -- | -- | ----- |
| USA Emily Day/Heather Hughes         | 6   | 3 | 3 | 0 | 147 | 106 | 1,387 | 6  | 1  | 6,000 |
| COL Andrea Galindo/Claudia Galindo   | 5   | 3 | 2 | 1 | 129 | 117 | 1,103 | 4  | 3  | 1,333 |
| GUA María José Orellana/Anna Ramírez | 4   | 3 | 1 | 2 | 148 | 142 | 1,042 | 4  | 4  | 1,000 |
| CHI Francisca Rivas/Camila Pazdirek  | 3   | 3 | 0 | 3 | 67  | 126 | 0,532 | 0  | 6  | 0,000 |

| 16 de outubro 09:00 Relatório | Galindo/Galindo | 2 – 1             | Orellana/Ramírez | Estádio Pan-Americano de Voleibol de Praia, Guadalajara Público: 620 Árbitro(s): CAN Guillemette e VEN Lugo |
| 16 de outubro 09:00 Relatório | 21 18 15        | Set 1 Set 2 Set 3 | 19 21 10         | Estádio Pan-Americano de Voleibol de Praia, Guadalajara Público: 620 Árbitro(s): CAN Guillemette e VEN Lugo |

| 16 de outubro 17:00 Relatório | Day/Hughes | 2 – 0       | Rivas/Pazdirek | Estádio Pan-Americano de Voleibol de Praia, Guadalajara Público: 1 120 Árbitro(s): MEX Batani e DOM Collado |
| 16 de outubro 17:00 Relatório | 21         | Set 1 Set 2 | 10 7           | Estádio Pan-Americano de Voleibol de Praia, Guadalajara Público: 1 120 Árbitro(s): MEX Batani e DOM Collado |

| 17 de outubro 16:00 Relatório | Galindo/Galindo | 2 – 0       | Rivas/Pazdirek | Estádio Pan-Americano de Voleibol de Praia, Guadalajara Público: 223 Árbitro(s): USA Lowry e MEX Hernández |
| 17 de outubro 16:00 Relatório | 21              | Set 1 Set 2 | 12 13          | Estádio Pan-Americano de Voleibol de Praia, Guadalajara Público: 223 Árbitro(s): USA Lowry e MEX Hernández |

| 17 de outubro 17:00 Relatório | Day/Hughes | 2 – 1             | Orellana/Ramírez | Estádio Pan-Americano de Voleibol de Praia, Guadalajara Público: 572 Árbitro(s): URU Santacruz e MEX Batani |
| 17 de outubro 17:00 Relatório | 28 20 15   | Set 1 Set 2 Set 3 | 26 22 8          | Estádio Pan-Americano de Voleibol de Praia, Guadalajara Público: 572 Árbitro(s): URU Santacruz e MEX Batani |

| 18 de outubro 11:00 Relatório | Galindo/Galindo | 0 – 2       | Day/Hughes | Estádio Pan-Americano de Voleibol de Praia, Guadalajara Público: 624 Árbitro(s): MEX Hernández e URU Santacruz |
| 18 de outubro 11:00 Relatório | 19 14           | Set 1 Set 2 | 21         | Estádio Pan-Americano de Voleibol de Praia, Guadalajara Público: 624 Árbitro(s): MEX Hernández e URU Santacruz |

| 18 de outubro 14:00 Relatório | Rivas/Pazdirek | 0 – 2       | Orellana/Ramírez | Estádio Pan-Americano de Voleibol de Praia, Guadalajara Público: 218 Árbitro(s): NCA Silva e VEN Lugo |
| 18 de outubro 14:00 Relatório | 17 8           | Set 1 Set 2 | 21               | Estádio Pan-Americano de Voleibol de Praia, Guadalajara Público: 218 Árbitro(s): NCA Silva e VEN Lugo |

## Fase final
|  | Quartas-de-final | Quartas-de-final    | Quartas-de-final | Quartas-de-final | Quartas-de-final |                  |                     | Semifinais | Semifinais     | Semifinais     | Semifinais     | Semifinais     |                |  | Final | Final               | Final | Final | Final |  |  |
|  |                  |                     |                  |                  |                  |                  |                     |            |                |                |                |                |                |  |       |                     |       |       |       |  |  |
|  | E1               | MEX García/Candelas | 21               | 21               |                  |                  |                     |            |                |                |                |                |                |  |       |                     |       |       |       |  |  |
|  | H2               | COL Galindo/Galindo | 16               | 13               |                  |                  |                     |            |                |                |                |                |                |  |       |                     |       |       |       |  |  |
|  | H2               | COL Galindo/Galindo | 16               | 13               |                  | E1               | MEX García/Candelas | 21         | 21             |                |                |                |                |  |       |                     |       |       |       |  |  |
|  |                  |                     |                  |                  |                  | E1               | MEX García/Candelas | 21         | 21             |                |                |                |                |  |       |                     |       |       |       |  |  |
|  |                  | H1                  | USA Day/Hughes   | 12               | 14               |                  |                     |            |                |                |                |                |                |  |       |                     |       |       |       |  |  |
|  | H1               | H1                  | USA Day/Hughes   | 12               | 14               | USA Day/Hughes   | 21                  | 21         |                |                |                |                |                |  |       |                     |       |       |       |  |  |
|  | H1               |                     |                  |                  |                  | USA Day/Hughes   | 21                  | 21         |                |                |                |                |                |  |       |                     |       |       |       |  |  |
|  | E2               | URU Guigou/Gómez    | 12               | 12               |                  |                  |                     |            |                |                |                |                |                |  |       |                     |       |       |       |  |  |
|  |                  |                     |                  |                  |                  |                  |                     |            |                |                |                |                |                |  |       | MEX García/Candelas | 15    | 24    | 20    |  |  |
|  |                  |                     |                  | BRA Silva/França | 21               | 22               | 22                  |            |                |                |                |                |                |  |       |                     |       |       |       |  |  |
|  | G1               | PUR Santiago/Yantín | 21               | 21               |                  |                  |                     |            |                |                |                |                |                |  |       |                     |       |       |       |  |  |
|  | F2               | CUB Sinal/Sinal     | 16               | 18               |                  |                  |                     |            |                |                |                |                |                |  |       |                     |       |       |       |  |  |
|  | F2               | CUB Sinal/Sinal     | 16               | 18               |                  | G1               | PUR Santiago/Yantín | 16         | 12             |                |                |                |                |  |       |                     |       |       |       |  |  |
|  |                  |                     |                  |                  |                  | G1               | PUR Santiago/Yantín | 16         | 12             |                |                |                |                |  |       |                     |       |       |       |  |  |
|  |                  | F1                  | BRA Silva/França | 21               | 21               |                  |                     |            | Terceiro lugar | Terceiro lugar | Terceiro lugar | Terceiro lugar | Terceiro lugar |  |       |                     |       |       |       |  |  |
|  | F1               | F1                  | BRA Silva/França | 21               | 21               | BRA Silva/França | 21                  | 21         | Terceiro lugar | Terceiro lugar | Terceiro lugar | Terceiro lugar | Terceiro lugar |  |       |                     |       |       |       |  |  |
|  | F1               |                     |                  |                  |                  | BRA Silva/França | 21                  | 21         |                |                |                |                |                |  |       |                     |       |       |       |  |  |
|  | G2               | CAN Bansley/Maloney | 15               | 16               |                  |                  |                     |            |                |                |                |                |                |  |       | USA Day/Hughes      | 16    | 21    | 7     |  |  |
|  |                  |                     |                  |                  |                  |                  |                     |            |                |                |                |                |                |  |       | PUR Santiago/Yantín | 21    | 16    | 15    |  |  |

### Quartas-de-final
| 19 de outubro 11:00 Relatório | Day/Hughes | 2 – 0       | Guigou/Gómez | Estádio Pan-Americano de Voleibol de Praia, Guadalajara Público: 2 620 Árbitro(s): MEX Hernández e ARG Sumavil |
| 19 de outubro 11:00 Relatório | 21         | Set 1 Set 2 | 12           | Estádio Pan-Americano de Voleibol de Praia, Guadalajara Público: 2 620 Árbitro(s): MEX Hernández e ARG Sumavil |

| 19 de outubro 14:00 Relatório | Silva/França | 2 – 0       | Bansley/Maloney | Estádio Pan-Americano de Voleibol de Praia, Guadalajara Público: 2 132 Árbitro(s): PUR Franceschini e CRC Mora |
| 19 de outubro 14:00 Relatório | 21           | Set 1 Set 2 | 15 16           | Estádio Pan-Americano de Voleibol de Praia, Guadalajara Público: 2 132 Árbitro(s): PUR Franceschini e CRC Mora |

| 19 de outubro 16:10 Relatório | Santiago/Yantín | 2 – 0       | Sinal/Sinal | Estádio Pan-Americano de Voleibol de Praia, Guadalajara Público: 2 423 Árbitro(s): USA Lowry e GUA Cifuentes |
| 19 de outubro 16:10 Relatório | 21              | Set 1 Set 2 | 16 18       | Estádio Pan-Americano de Voleibol de Praia, Guadalajara Público: 2 423 Árbitro(s): USA Lowry e GUA Cifuentes |

| 19 de outubro 17:00 Relatório | García/Candelas | 2 – 0       | Galindo/Galindo | Estádio Pan-Americano de Voleibol de Praia, Guadalajara Público: 3 600 Árbitro(s): NCA Silva e CHI Durán |
| 19 de outubro 17:00 Relatório | 21              | Set 1 Set 2 | 16 13           | Estádio Pan-Americano de Voleibol de Praia, Guadalajara Público: 3 600 Árbitro(s): NCA Silva e CHI Durán |

### Semifinais
| 20 de outubro 13:00 Relatório | García/Candelas | 2 – 0       | Day/Hughes | Estádio Pan-Americano de Voleibol de Praia, Guadalajara Público: 4 326 Árbitro(s): ARG Sumavil e COL Saavedra |
| 20 de outubro 13:00 Relatório | 21              | Set 1 Set 2 | 12 14      | Estádio Pan-Americano de Voleibol de Praia, Guadalajara Público: 4 326 Árbitro(s): ARG Sumavil e COL Saavedra |

| 20 de outubro 14:00 Relatório | Santiago/Yantín | 0 – 2       | Silva/França | Estádio Pan-Americano de Voleibol de Praia, Guadalajara Público: 564 Árbitro(s): CAN Guillemette e USA Lowry |
| 20 de outubro 14:00 Relatório | 16 12           | Set 1 Set 2 | 21           | Estádio Pan-Americano de Voleibol de Praia, Guadalajara Público: 564 Árbitro(s): CAN Guillemette e USA Lowry |

### Disputa pelo bronze
| 21 de outubro 12:30 Relatório | Day/Hughes | 1 – 2             | Santiago/Yantín | Estádio Pan-Americano de Voleibol de Praia, Guadalajara Público: 3 634 Árbitro(s): MEX Hernández e COL Saavedra |
| 21 de outubro 12:30 Relatório | 16 21 7    | Set 1 Set 2 Set 3 | 21 16 15        | Estádio Pan-Americano de Voleibol de Praia, Guadalajara Público: 3 634 Árbitro(s): MEX Hernández e COL Saavedra |

### Final
| 21 de outubro 14:00 Relatório | García/Candelas | 1 – 2             | Silva/França | Estádio Pan-Americano de Voleibol de Praia, Guadalajara Público: 5 122 Árbitro(s): CAN Guillemette e USA Lowry |
| 21 de outubro 14:00 Relatório | 15 24 20        | Set 1 Set 2 Set 3 | 21 22        | Estádio Pan-Americano de Voleibol de Praia, Guadalajara Público: 5 122 Árbitro(s): CAN Guillemette e USA Lowry |